# NGC 7391
NGC 7391 ist eine elliptische Galaxie vom Hubble-Typ E1 im Sternbild Aquarius auf der Ekliptik. Sie ist schätzungsweise 142 Millionen Lichtjahre von der Milchstraße entfernt und hat einen Durchmesser von etwa 170.000 Lichtjahren.
Das Objekt wurde am 1. Oktober 1785 von Wilhelm Herschel entdeckt.